# Paul Harter
Pour les articles homonymes, voir Harter.
Paul Harter est un homme politique français né à Uckange le 23 janvier 1897 et mort à Forbach (Moselle) le 16 mars 1970. 

## Biographie
Paul Harter est employé des Mines de la Sarre comme ingénieur avant et après 1945. Ancien combattant de la Première Guerre mondiale, il préside la section de Forbach des Poilus d'Orient.
C'est un militant de l'Union républicaine lorraine, parti politique mosellan d'orientation sociale-chrétienne, au début des années 1930. L'URL est alors opposé aux partis de gauche et aux autonomistes du Parti chrétien-social de Victor Antoni. Il préside la réunion constitutive de la section de Forbach de ce parti en 1931. C'est qu'il préside le comité cantonal de ce parti.
Il est élu maire de Forbach en novembre 1934 à la faveur d'une élection partielle, à la suite du décès du maire précédent, et réélu en 1935. Sa liste comprend deux royalistes, dont un militant royaliste notoire (Emile Frieden et Weyland, industriel) et un membre de la Solidarité française (Joseph Wack, mineur). C'est qu'il a voulu l'union des nationaux pour battre la gauche. Les 27 candidats de la liste sont élus. Il fonde avec les dirigeants locaux de l'URL et le rédacteur en chef du quotidien bilingue L'Echo de l'Est/Bürger Zeitung, Edouard Heiter, un parti indépendant, le parti chrétien-national du progrès (Christlich-nationalen Fortschrittspartei). Son champ d'action se limite au canton de Forbach mais in ne s'agit pas d'un simple comité électoral car il tente de mettre en place des formes partisanes modernes : réunions de propagande, réunions mensuelles avec les militants, création d'un groupe de jeunes. Il revendique en 1 935 230 adhérents.
L'année suivante, il est élu, dès le premier tour, député de la Moselle, dans la circonscription de Forbach, en tant que candidat des partis chrétiens (Parti chrétien-national et Parti chrétien-social de Victor Antoni et Antoine Straub), et avec l'appui des Croix-de-feu ainsi que des groupuscules royalistes et francistes, contre le sortant communiste dissident Victor Doeblé, un socialiste et un communiste. Avec le soutien aussi du Bürger Zeitung, qui fait campagne contre le Front populaire, du quotidien messin Le Lorrain, l'organe des catholiques francophones. Et celui du groupement des catholiques du canton de Forbach.
Il s'inscrit au groupe des Indépendants d'action populaire, qui regroupe de nombreux élus d'orientation chrétienne et sociale issus des régions de l'est de la France. En Moselle, il devient membre du comité du Front lorrain, opposé au Front populaire, et participe à des réunions publiques de ce groupement ou à des réunions anticommunistes auxquelles prennent part les représentants locaux de tous les partis « nationaux » (PSF, PPF, parti chrétien social, Front lorrain), aux côtés d'Heiter et de Victor Antoni. Il est cependant un opposant relativement modéré  - il vote par exemple pour la loi instituant les 40 heures et pour l'ordre du jour consistant à examiner le dossier militaire de Roger Salengro. 
Le 10 juillet 1940, Paul Harter vote en faveur de la remise des pleins pouvoirs au Maréchal Pétain; vote qu'il justifie en 1945 par sa crainte de voir l'Alsace-Moselle arrachée de force à la France par les Allemands : « Mon attitude était commandée par la volonté de manifester publiquement et une dernière fois mon attachement à la France, et par le souci de protéger tout ce qui pouvait être protégé dans une région qui allait être arrachée par la force. Une autre attitude, l'abstention ou le vote "contre", n'aurait pas manqué d'être exploitée par la propagande allemande comme une manifestation du détachement de la France. Dans un pays travaillé par la propagande autonomiste, il fallait éviter jusqu'aux apparences ». Il rejoint sa mairie de Forbach mais il est expulsé de Moselle et spolié de ses biens en novembre 1940. Il se réfugie alors à Angoulême, jusqu'en 1945.
Il est relevé de son inéligibilité en 1945 par le jury d'honneur. Il ne retrouve néanmoins pas de mandat politique après la Libération : il est battu aux municipales en 1945, comme candidat du MRP.